# Allium calamarophilon
Allium calamarophilon Phitos & Tzanoud., 1981 è una pianta appartenente alla famiglia delle Amaryllidaceae, endemica dell'isola di Eubea (Grecia).

## Descrizione
Presenta un esile fusto emergente dal bulbo sotterraneo, alto 10–12 cm,  con 1-3 foglie lanceolate, avvolgenti il terzo inferiore dello stelo.
I fiori, di colore dal bianco al rosa, sono riuniti in infiorescenze  terminali, in gruppi di 5-8. Fiorisce in luglio.

## Distribuzione e habitat
Questa specie è nota solo sull'isola di Eubea, una delle più grandi isole dell'Egeo. La unica popolazione nota, composta da pochi esemplari, risiede in una area relativamente inaccessibile al centro dell'isola, nei pressi del villaggio di Kimi, su un costone roccioso a 20–30 m sul livello del mare.

## Conservazione
Questa specie è ufficialmente classificata dalla IUCN Red List come DD (Data deficient), il che significa che mancano informazioni sufficienti ad una sua corretta classificazione.
Ciò è dovuto alla inaccessibilità del suo habitat ed alla impossibilità di stabilire con certezza la consistenza della popolazione e la sua effettiva diffusione.
Tuttavia per la esiguità del suo areale la specie è stata inserita dalla IUCN nella lista delle 50 specie botaniche più minacciate della area mediterranea.